# Aleksandra Chochlova
Aleksandra Sergeyevna Chochlova (nacida Alexandra Sergeyevna Bótkina, en ruso: Александра Сергеевна Хохлова, 4 de octubre de 1897 – 22 de agosto de 1985) fue una actriz, directora de teatro, escritora y educadora soviética.

## Biografía

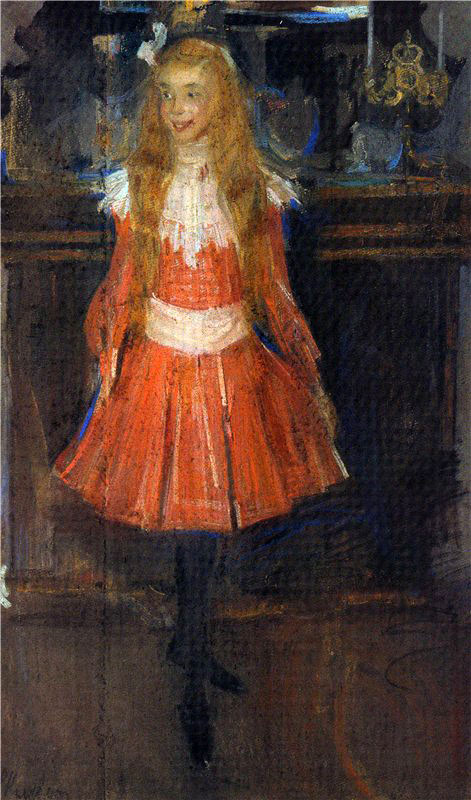
"Little Foxy" por Filipp Malyavin, 1902

Hija del médico Serguéi Botkin (1859-1910) y de Alexandra Pávlovna Bótkina (de soltera Tretyakova, 1867-1959), Alexandra Sergeyevna Bótkina nació en Berlín, en el entonces Imperio Alemán. Tenía una hermana, Anastasia, y era nieta de Pável Tretyakov, filántropo y mecenas. En 1914 se casó con el actor Konstantin Khokhlov. Tuvieron un hijo, Sergei.
Apareció como actriz secundaria en la película de 1916 Uragan (Hurricane), dirigida por Boris Sushkevich, y en la película de 1918 Iola, dirigida por Vladislav Starévich. En 1919 aprobó el examen de ingreso en el State Institute of Cinematography de Moscú. Allí conoció a Lev Kuleshov, que se convertiría en su compañero en el cine y en la vida. Chochlova apareció en la película de 1920 Na krasnom fronte (On the Red Front), dirigida por Kuleshov; él también actuó en la película, que combinaba imágenes de archivo con secuencias cinematográficas escenificadas. La carrera cinematográfica de Chochlova se vio truncada al caer en desgracia por la riqueza de su familia y sus conexiones con el zar Nicolás II.
Además de actuar y dirigir, Chochlova impartió un taller en el instituto estatal con Kuleshov. En 1935 fue nombrada Artista de Mérito de la Federación Rusa.
Junto con su esposo, publicó las memorias 50 Let v Kino (50 Years in Cinema).
Chochlova falleció en Moscú a la edad de 87 años.

## Filmografía seleccionada

### Papeles como actriz
- Zheleznaia Piata (The Iron Heel) (1919) dirigida por Vladimir Gardin
- Neobychainye prikliucheniia mistera Vesta v strane bolshevikov (The Extraordinary Adventures of Mr. West in the Land of the Bolsheviks), comedy (1924) dirigida por Lev Kuleshov
- Luch smerti (The Death Ray) (1925) dirigida por Lev Kuleshov, Chochlova también fue asistente de dirección
- Po zakonu (By the Law) (1926) dirigida por Lev Kuleshov
- Vasha znakomaia (Your Acquaintance) (1927) dirigida por Lev Kuleshov
- Velikii uteshitel' (The Great Consoler) (1933) dirigida por Lev Kuleshov, Chochlova también fue asistente de dirección
- Sibiryaki' (Siberians) (1940) dirigida por Lev Kuleshov

### Dirección
- Delo s zastezhkami (An affair of the clasps)  (1929)
- Sasha (1930)
- Igrushki (Toys) (1933)

### Asistente de dirección
- My s Urala (We from the Urals) (1943), dirigida por Lev Kuleshov